# Celerena siamica
Celerena siamica là một loài bướm đêm trong họ Geometridae.